# Acylita monosticta
Acylita monosticta  là một loài bướm đêm thuộc họ Noctuidae. Nó được tìm thấy ở Brasil. Sải cánh dài khoảng 24 mm.